# André Méric (sculpteur)
Pour les articles homonymes, voir Méric.
Pour l'homme politique, voir André Méric.
André Méric est un sculpteur français né le 4 décembre 1900 à Pamiers (Ariège) et mort le 8 janvier 1971 à Saint-Laurent-sur-Sèvre (Vendée).

## Biographie
Cadet d'une famille de pâtissiers de Pamiers, André Méric se tourne très jeune vers les arts et étudie à l'École des beaux-arts de Toulouse de 1914 à 1920. Il y a pour maîtres Camille Raynaud et Jean Rivière. À partir de 1921, il suit les cours de l'académie Julian à Paris, où il est élève d'Henri Bouchard et de Paul Landowski. Il continue sa formation à l'École des beaux-arts de Paris auprès de Jules Coutan, dont il intègre l'atelier.
André Méric est membre de la Société des artistes français de 1928 à 1949.
Il s'installe à Nîmes en 1930 où il est nommé professeur à l'École des beaux-arts de Nîmes en 1932. Il prend aussi part aux activités de la société félibréenne La Tour Magne.
En 1930, il épouse Rosella Buchou (1904-1994), issue d'une famille de pêcheurs de Croix-de-Vie. André et Rosella Méric s'installent en 1960 dans une villa, le Mas Blanc, qu'ils font construire à Saint-Laurent-sur-Sèvre. Ils sont tous les deux inhumés au cimetière de Saint-Laurent-sur-Sèvre.

## Œuvres

### Œuvres présentées auSalon des artistes français
- 1926 : 
  - Buste de Gabriel Fauré. Le buste est ensuite offert à la ville de Pamiers où il est toujours visible, dans la montée de Castella.
  - Buste d'enfant.
- 1927 :
  - Idylle, fontaine - plâtre.
  - Buste de Mlle Pérignon - marbre.
- 1928 : Fontaine décorative - groupe en plâtre.
- 1929 : Fidélité - groupe en plâtre (jeune fille avec un chien à ses pieds)
- 1931 :
  - Buste de Batiste Bonnet - bas-relief plâtre (monument pour la ville de Nîmes).
  - Buste de M. Eloy Vincent, directeur de l'école des Beaux-Arts de Nîmes - plâtre.
- 1932 : Buste du Commandant Espérandieu (membre de l'Institut) - plâtre. Le buste en pierre (1937) est installé dans le jardin du musée archéologique de Nîmes[5].

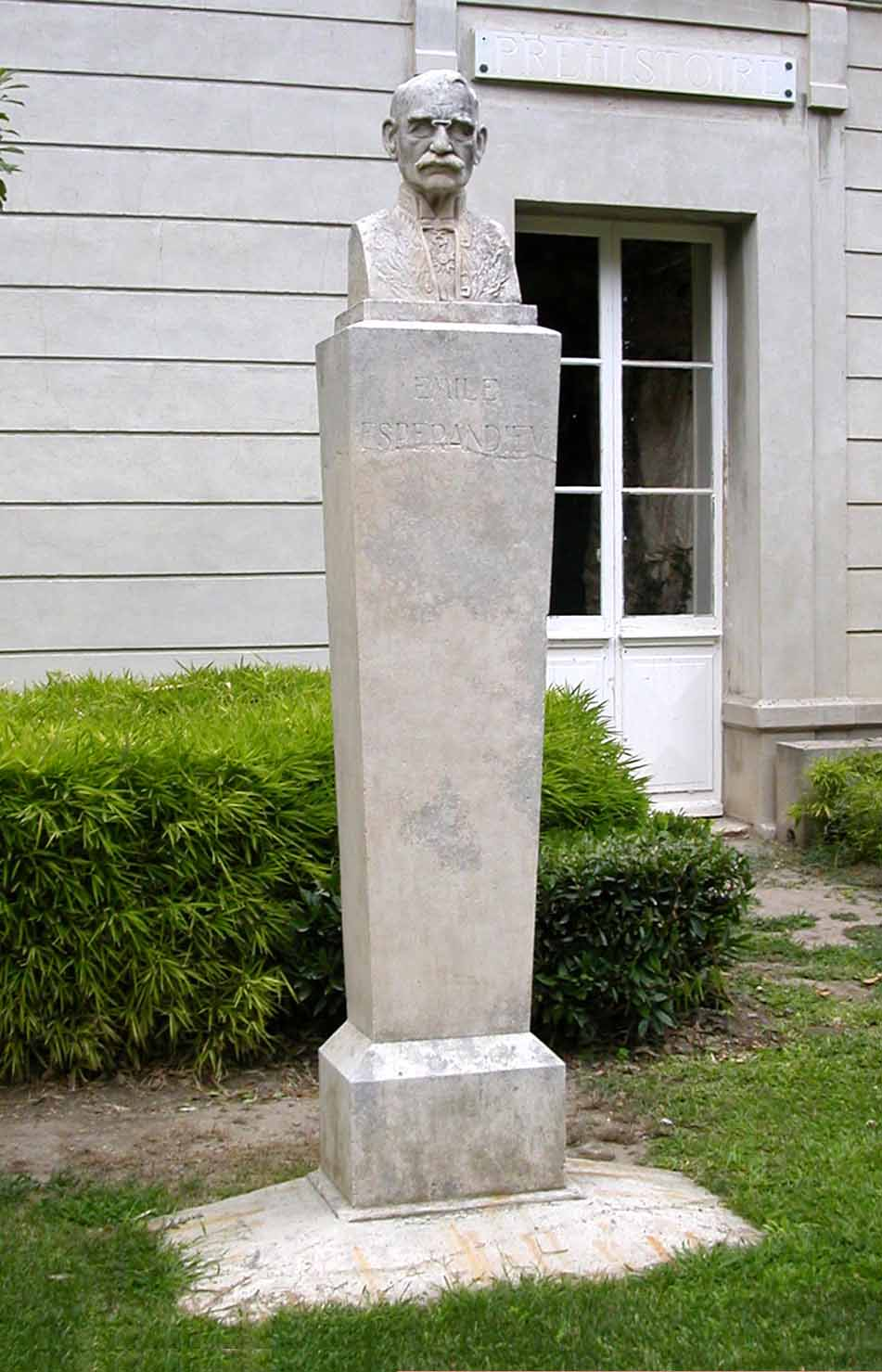
Buste d'Émile Espérandieu par André Méric (Musée archéologique de Nîmes)

- 1947 : Buste d'enfant - plâtre.

### Autres œuvres
- Buste de Mlle Leportier.
- Monument aux morts de la guerre de 1914-1918 dans l'église Saint-Paul de La Tour-du-Crieu (Ariège) (1922)[6].
- L'Archer vaincu, statue intégrée au décor de la pièce l'Amour vaincu d'Albert Boussac de Saint-Marc au théâtre de l'Ambigu (1925).

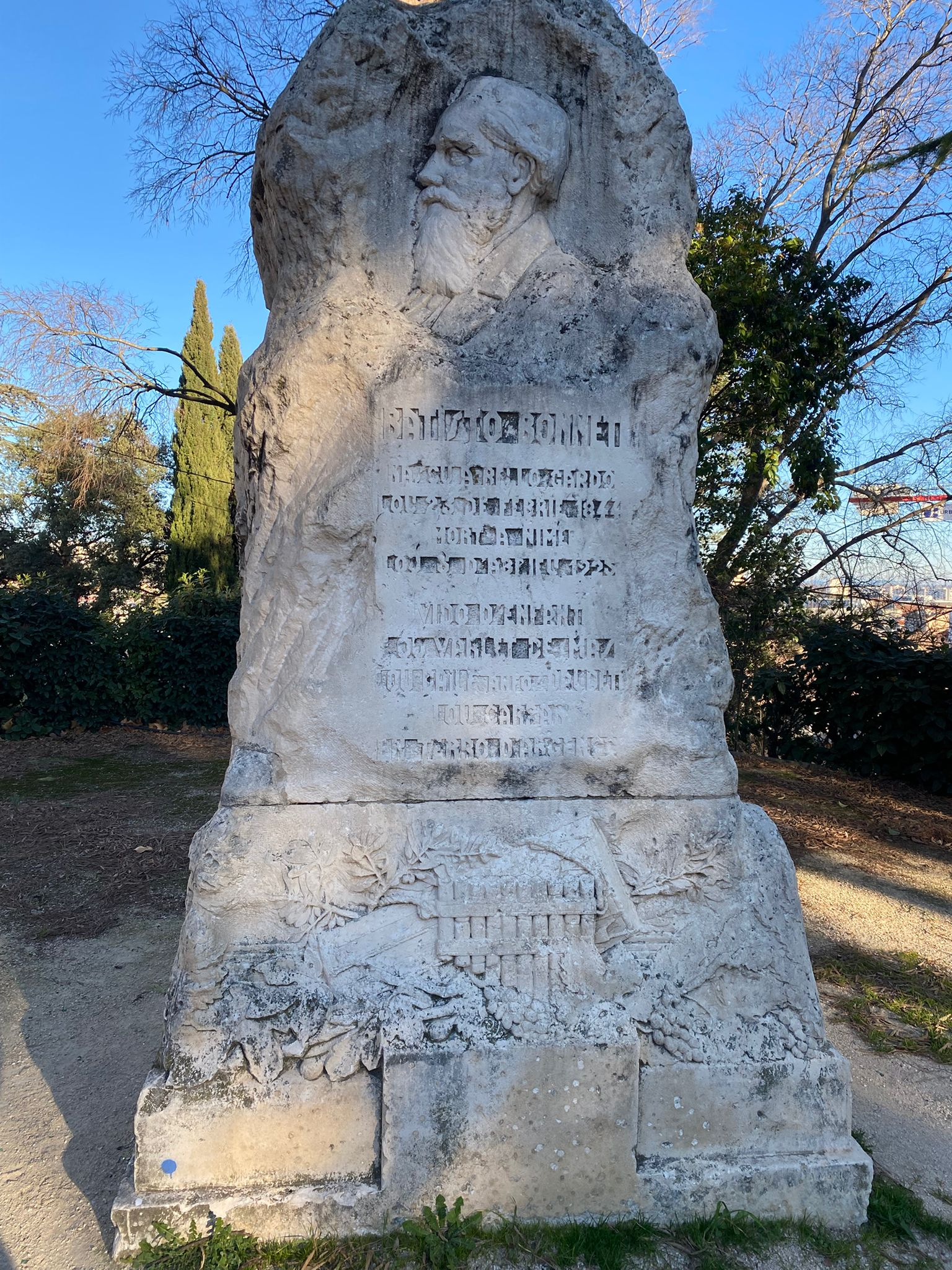
Monument à Batisto Bonnet

- Monument à Batisto BonnetMonument à Batisto Bonnet (1931). Inauguré le 28 juin 1931 sur le Mont Duplan à Nîmes, toujours en place aujourd'hui.
- Frise en ciment sur la façade du Lycée Dhuoda à Nîmes (1933)[7].
- Buste d'Émilien Dumas dans le jardin du Muséum d'histoire naturelle de Nîmes (1933)[8].
- Buste de Gaston Boissier dans le jardin du Muséum d'histoire naturelle de Nîmes (1933)[9].
- Femme aux Pigeons, ou statue de la petite sirène, sculpture installée dans le square de la Bouquerie à Nîmes (1935)[10].
- Buste d'Émile Jamais, dans la maison natale de Gaston Doumergue à Aigues-Vives (1942).
- Buste de Guillaume Laforêt[11].
- Buste de Marc-Guillaume-Alexis Vadier, mairie de Pamiers (1947).
- Buste de Pierre Bayle, mairie de Pamiers (1947).
- Monument aux morts de la guerre de 1939-1945 dédié à Joseph-Paul Rambaud sur la place Saint-Vincent à Pamiers (1952, installation en 1957)[12].
- Bas-reliefs dans trois écoles de Nîmes (Jeu à la corde à l'école du Pont de Justice, Saute-mouton à l’école de Courbessac et Jeu de balles à l'école de l'Eau Bouillie)[13].
- Décoration du foyer du théâtre[14].

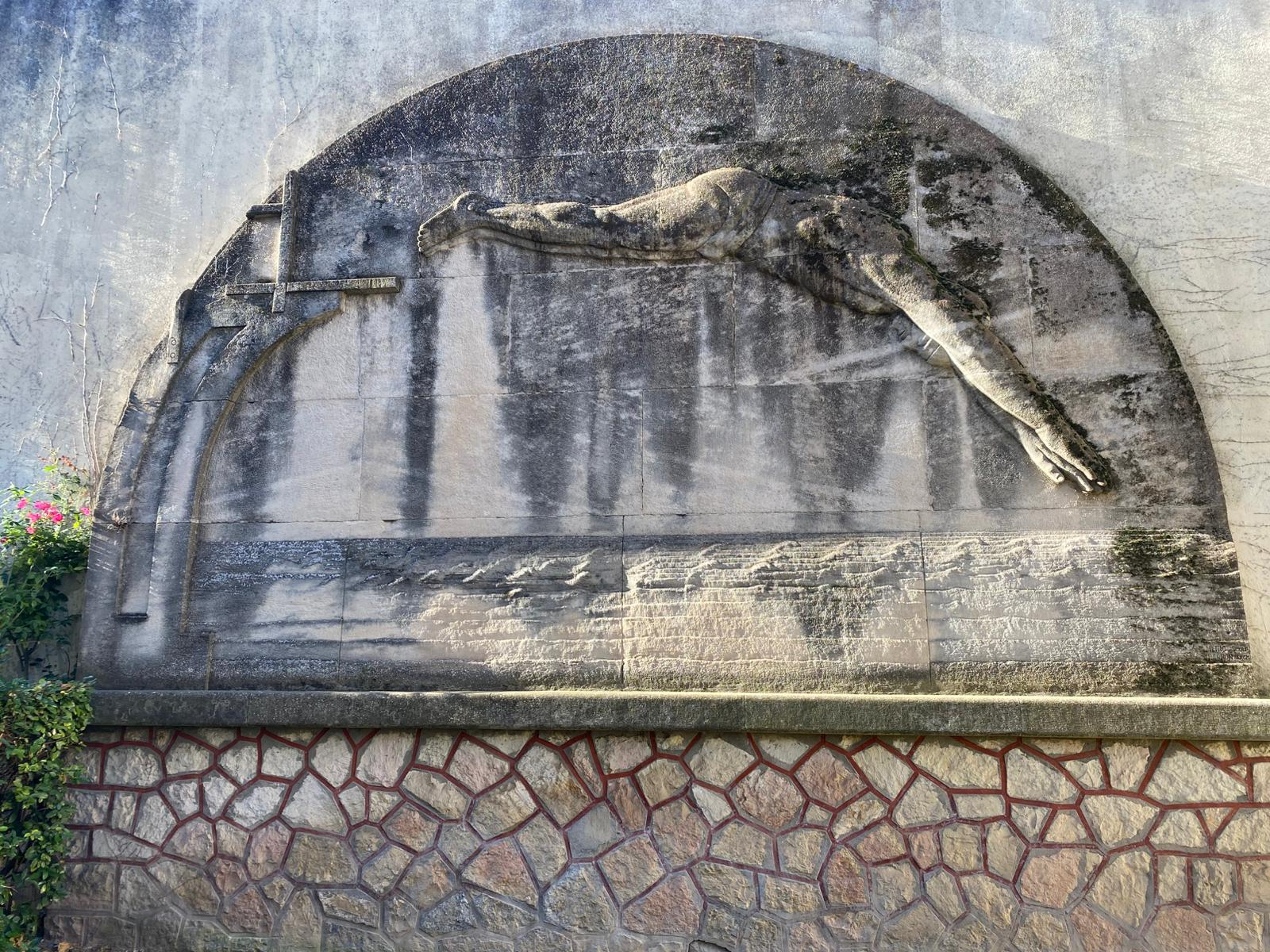
Bas-relief de l'ancien bassin Bérard à Nîmes

- Bas-relief de l'ancien bassin Bérard à NîmesBas-relief dans la piscine municipale de Nîmes (bassin Bérard)[14].
- Monument à Louis-Bernard Dancausse (1962), d'abord installé sur le parvis du Stade Vélodrome de Marseille, puis déplacé en 2018 sur le rond-point du Docteur Robert Villani, à proximité immédiate du stade[15].

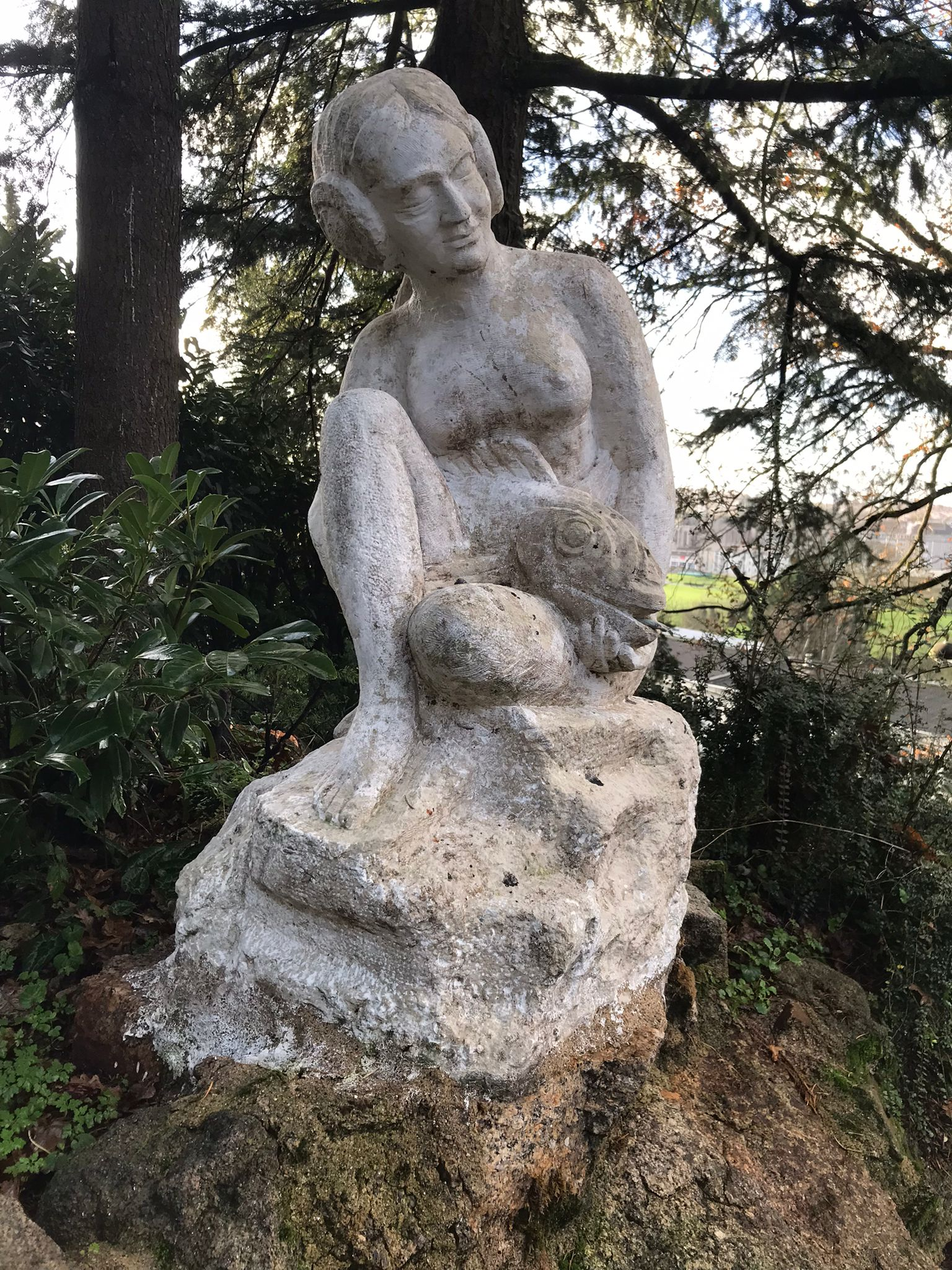
La jeune fille à la rascasse

- La jeune fille à la rascasseLa jeune fille à la rascasse (1967) dans le jardin de sa villa Le Mas Blanc à Saint-Laurent-sur-Sèvre.

## Distinctions
- Mention Honorable au Salon des artistes français de 1926 pour son buste de Gabriel Fauré.
- Prix Henriette Ernestine Boissy au Salon des artistes français de 1929.
- Médaille d'argent à l'Exposition Internationale de 1937.
- Officier d'académie et officier de l'instruction publique[14].